# Laguna de Negrillos
Laguna de Negrillos es un municipio y villa española de la provincia de León, en la comunidad autónoma de Castilla y León. Se encuentra en la comarca del Páramo Leonés. El municipio lo conforman las localidades de Laguna de Negrillos, Cabañeros, Conforcos y Villamorico. Cuenta con una población de 1046 habitantes (INE 2024).

## Geografía

### Ubicación
Situada aproximadamente en el sur de la comarca del Páramo Leonés, a una altitud de 778 m s. n. m. Su término municipal limita al norte con Pobladura de Pelayo García y Villademor de la Vega; al sur con Ribera de la Polvorosa, Grajal de Ribera, La Antigua y Cazanuecos; al este con Toral de los Guzmanes, Algadefe y Villamandos; al oeste con Villaestrigo y Zotes del Páramo.
| Noroeste: Zotes del Páramo | Norte: Pobladura de Pelayo García | Noreste: San Millán de los Caballeros               |
| Oeste: Zotes del Páramo    |                                   | Este: Villademor de la Vega y Toral de los Guzmanes |
| Suroeste La Antigua        | Sur: La Antigua                   | Sureste: Villamandos                                |

### Orografía
Laguna de Negrillos, se asienta en una zona predominantemente llana, como toda la comarca del Páramo Leonés.

### Hidrografía
La localidad está situada muy cerca de los ríos Órbigo y Esla, pasando por el mismo un pequeño arroyo, llamado Regueral. Cabe destacar la presencia de alguna laguna como la Laguna Jimena que es una fuente natural que se encuentra a unos 200 metros del pueblo y que aún se puede ver. En el pasado han existido otras lagunas naturales próximas a la localidad y que han ido desapareciendo con el paso del tiempo debido a la urbanización.

### Clima
El clima de Laguna de Negrillos es mediterráneo continentalizado, si bien está algo suavizado en los veranos por la cercanía a la cordillera Cantábrica.
Las precipitaciones están repartidas, como es habitual en el clima mediterráneo continental, de forma muy irregular a lo largo del año, con mínimos en la época estival y máximos durante primavera y otoño.

## Vegetación
Las especies que constituyen la vegetación natural del municipio son: árboles como el chopo y la encina también ahora los pinos, adaptados a todos los suelos suelen ser adaptados a esta zona. Entre los árboles, abundan los arbustos y plantas herbáceas.
El chopo, agrupándose en torno a un curso de agua como es el Reguero. Los chopos en esta zona no desarrollan sus típicas características de alto, esbelto y lleno de hojas, debido a la escasez de agua, son por el contrario de una altura media, débiles y con un bulto de hojas considerable.
La encina debido a las constantes ampliaciones de tierras roturadas que a lo largo de los años han venido realizándose, han llegado a casi desaparecer.
En cuanto a otros árboles hay que mencionar el olmo negrillo (Ulmus minor), con una altura aproximada de entre 15 y 20 metros, tronco recto de corteza gruesa y hojas simples, dentadas y asimétricas. Esta especie prácticamente se está extinguiendo desde los años 70-80 del siglo pasado debido a la enfermedad fúngica de la grafiosis, que arrasa con ellos en toda la península ibérica. Unos pocos sobreviven con grandes portes, las olmas, y otros pocos como olmedillas por regeneración vegetativa de las raíces del olmonegrillo que perdió el porte grande.

## Historia
En el siglo X se cita el término geográfico de laguna (lacuna) en referencia a una donación efectuada por Alfonso III. Posteriormente a principios del siglo XI se conoce una donación a la iglesia de Astorga dónde se menciona el término de San Pedro de Negrillos. Años más tarde Alfonso VI confirma estas donaciones en un documento dónde aparece la denominación de Monasterio de Negrillos.
En la documentación de Fernando II y Alfonso IX surge repetidamente el nombre de Laguna, ya sea indicándonos el nombre del tenente (delegado del rey), bien cuando se trate de asuntos eclesiásticos relacionados con el obispado de Astorga.
Pruebas documentales de los años 1100 señalan a distintos «tenentes de Lacuna de Negrillis» Un documento de 1188 se cita como propiedad de la iglesia astorgana la «eclesiam de Lacuna de Negrillis».
La individualidad histórica de Laguna de Negrillos se realza en tiempos de Fernando II quien entrega la villa a Suero Rodríguez en premio a sus servicios como capital de su señorío jurisdiccional. Laguna de Negrillos se convierte en tierra de realengo que por concesión real pasa a ser tenencia de diferentes señores que se encargan de repoblarla y organizarla.
La definitiva repoblación de las tierras de Laguna se efectuó con Alfonso IX quién se empeñó en fortalecer política y militarmente la Vía de la Plata puesto que se convirtió en el único camino de expansión (reconquista) que le había quedado a su reino. Se inicia por estos años la construcción de las murallas y el castillo de Laguna, activándose en la villa las tareas de organización y defensa. Es entonces, cuando en 1205, se produce un hecho trascendente en la historia de Laguna de Negrillos, el rey Alfonso IX de León otorga un fuero a la villa, seguramente cuando la repoblación había concluido.
Laguna se convierte en la capital de su señorío compuesto por trece aldeas; las desaparecidas hace tiempo; Marcelinos, Torres, Santa María de Cores; el despoblado actual de San Salvador de Negrillos; y las actuales Conforcos, Cabañeros, Grajal, Pozuelo, Ribera, Santa María la Antigua, Villaestrigo, Villamorico y Zambroncinos del Páramo. En Laguna, se celebra un mercado semanal, cuya paz garantiza con la caución de setenta sueldos; sus habitantes, así como los del alfoz, viven obligados a mantener en buen estado el castillo y las murallas, que aún estaban en pie en el siglo XVI. Perteneció a la antigua Jurisdicción de Laguna de Negrillos.
La mayor parte de los preceptos contenidos en el Fuero presentan notable semejanza con los del fuero de León a pesar de las diferencias peculiares de un medio rural respecto a una ciudad sede de la corte.
Laguna será visitada frecuentemente por el rey Alfonso IX según se constata en diferentes episodios de su reinado.
Con la unión definitiva de los reinos de León y de Castilla (1230), Laguna pierde importancia estratégica y puede ser objeto de concesión a particulares, así sucede en el siglo XIV, según se deduce de confirmación del Fuero hecha por Fernando IV en 1303; la propiedad ha pasado a manos de doña María Fernández, «ama de la reina Doña María, mi madre y de la infanta Isabel, mi hija». De manos de sus poseedores pasará, por compra, a la de los Quiñones, a fines de este mismo siglo. El testamento otorgado en 1388 por Pedro Suárez de Quiñones, por el que instituye heredero a su sobrino Diego, contiene una cláusula que se refiere a la adquisición de Laguna de Negrillos; por ello sabemos que esta villa era poseída por una monja, pariente del adelantado, que vivía en Madrid y se llamaba Leonor Fernández, a medias con Mari Gutiérrez de Quixada, y que él había comprado su derechos a las dos señoras, a la monja en 50 000 maravedis y a la otra señora en 60 000, que había abonado la suma integra a la Quizada, pero le faltaba pagar 25 000 a la monja. Manda a su heredero que liquide la deuda y resarza a su viuda con la mitad de las sumas abonadas, dándole facilidades para la extinción de la obligación mediante el pago diferido, aplicando las rentas y frutos de dicho lugar. De esta manera la villa de Laguna de Negrillos con su señorío pasa a Diego Fernández de Quiñones.

## Demografía
Cuenta con una población de 1046 habitantes (INE 2024).
| Gráfica de evolución demográfica de Laguna de Negrillos entre 1842 y 2021                                             |
| |
| Población de derecho según los censos de población del INE. Población de hecho según los censos de población del INE. |

La población municipal se distribuye de la siguiente forma:
- Laguna de Negrillos: 998
- Villamorico: 31
- Cabañeros: 14
- Conforcos: 7

## Economía
En Laguna de Negrillos la mayor parte de la población se dedica a la actividad del sector primario, destacando la agricultura. Los cultivos mayormente son cereales como trigo, cebada, destacando la gran siembra de maíz, también se cultiva, remolacha azucarera, patatas y huertos de hortalizas variadas para uso doméstico.
En cambio, existe muy poca actividad ganadera en comparación con la agricultura.
Posee granjas de gorrinos y de pollos, así como alguna familia que se dedica a la explotación de subsistencia de ganado vacuno.
Existen también habitantes dedicados al cuidado de ganado ovino, siendo muy familiar ver pastar a las ovejas por los campos.
La industria es un sector muy escaso.
En cuanto al sector servicios, es una localidad que cuenta con gran número de prestaciones. Desde los servicios básicos como son las panaderías hasta tiendas de moda, supermercados, talleres, servicios bancarios, cafeterías, pubs...

## Transporte y comunicaciones

### Carreteras
| Identificador | Denominación         | Itinerario                                                       |
| ------------- | -------------------- | ---------------------------------------------------------------- |
| LE-411        | Carretera provincial | Comunica con Villamañan y con Saludes de Castroponce.            |
| CV-232-14     | Camino vecinal       | Comunica con Villaestrigo con Conforcos y Toral de los Guzmanes. |
| LE-7509       | Carretera provincial | Comunica con Pobladura de Pelayo García y con Zuares del Páramo. |

Laguna de Negrillos cuenta con un camino rural de circunvalación que rodea la mitad del pueblo, lo que permite que los vehículos pesados no entren en el casco urbano.
A escasos kilómetros de distancia se puede enlazar con las autovías A-66 y A-6, así como con las autopistas AP-66 y AP-71.

### Autobuses
Laguna de Negrillos dispone de servicios en autobús todos los días de la semana.
Para el transporte de viajeros, las compañías Empresa Vivas y Autocares Franco ofrecen servicios por carretera entre Laguna de Negrillos y distintos destinos, León, Valencia de Don Juan, Santa María del Páramo, La Bañeza...

### Ferrocarril
Las estaciones de ferrocarril más cercanas son:
- Estación de Astorga, a 50 km.
- Estación de León, a 42 km.

### Aeropuerto
El aeropuerto más cercano es el Aeropuerto de León, situado a 45 kilómetros.

## Símbolos
Escudo
El 28 de junio de 1965, siendo alcalde de la Villa Don Estanislao Verdejo Domínguez, se remite una carta al ministro de la Gobernación pidiéndole que apruebe un escudo, para lo cual le envía el estudio histórico que se ha llevado a cabo para su elaboración, «de forma que sea símbolo perdurable de la historia y peculiaridad de la Villa». Pasados todos los trámites necesarios, el 21 de julio de 1966, se «autoriza al Ayuntamiento de Laguna de Negrillos para adoptar su escudo heráldico municipal, que quedará ordenado en la forma siguiente, de acuerdo con el dictamen de la Real Academia de la Historia: primero de sinople, el nenúfar de plata; segundo, jaquelado de quince piezas, ocho de gules y siete de veros, que corresponde al escudo de los Quiñones. Al timbre, corona real»; así quedó publicado en el BOE de 13 de agosto de 1966.
Desde entonces este emblema se ha venido utilizando en los actos oficiales municipales, sellos de los documentos emitidos por el ayuntamiento. El escudo,
figura por dos veces en la fachada de la casa consistorial. El escudo fue elaborado por Justiniano Rodríguez Fernández, entonces correspondiente de la Real Academia de la Historia, que hace un repaso histórico de la Villa que justifica la elección de cada uno de los elementos que componen el emblema. De este modo señala «ofrecer adecuada figuración heráldica de la peculiaridad del municipio en el humilde nenúfar acuático, de breves hojas verdes y alegres pétalos blancos, que se agrupa a trechos en las numerosas y recortadas charcas de su único arroyo de Reguerales, como expresión de alegría y espiritualidad en contraste con el apremio material de su conjunto de tierras resecas, de tono rojizo. Cree, de otra parte, haber elegido oportunamente en el sinople el color único que encaja en su peculiaridad, como representativo de la tierra y el campo, de las condiciones de amistad, cortesía, honra, servicio y respeto, y de sus deberes de socorro... Y en el surmonte del conjunto ha querido consignar el tradicional coronal con flores, de acreditada raigambre en nuestra heráldica municipal».
Bandera
Aunque no es oficial, es de color verde con el escudo municipal en el centro. Figura como una bandera más, junto con la de la Unión Europea, España, Castilla y León y León en la fachada de la casa consistorial.

## Política y administración
En la actual legislatura (2023-2027), la corporación municipal está formada por 5 concejales del PSOE que ostenta la alcaldía con mayoría absoluta, 2 concejales del PP, 1 de España Vaciada y 1 de Cs que ocupan la oposición.
Ayuntamiento de Laguna de Negrillos tras las elecciones municipales de 2023
| Partido político                  | Votos | Porcentaje | Concejales |
| --------------------------------- | ----- | ---------- | ---------- |
| Partido Socialista Obrero Español | 354   | 46,82 %    | 5/9        |
| Partido Popular                   | 188   | 24,86 %    | 2/9        |
| España Vaciada                    | 103   | 13,62 %    | 1/9        |
| Ciudadanos                        | 102   | 13,49 %    | 1/9        |

| Partido político | 1979    | 1979   | 1983    | 1983   | 1987    | 1987   | 1991    | 1991   | 1995    | 1995    | 1999    | 1999   | 2003    | 2003   | 2007    | 2007   | 2011    | 2011   | 2015    | 2015   | 2019    | 2019   | 2023    | 2023   |
| Partido político | % votos | ediles | % votos | ediles | % votos | ediles | % votos | ediles | % votos | ediles. | % votos | ediles | % votos | ediles | % votos | ediles | % votos | ediles | % votos | ediles | % votos | ediles | % votos | ediles |
| PP               | -       | -      | 52,53   | 6      | 60,09   | 7      | 55,14   | 6      | 34,89   | 3       | 30,87   | 3      | 47,47   | 4      | 38,35   | 4      | 49,38   | 5      | 51,97   | 5      | 35,65   | 3      | 24,86   | 2      |
| PSOE             | -       | -      | 47,47   | 5      | 39,91   | 4      | 17,37   | 1      | 0,95    | 0       | 7,78    | 0      | 22,72   | 2      | 28,78   | 3      | 24,13   | 2      | 44,33   | 4      | 37,04   | 4      | 46,82   | 5      |
| UPL              | -       | -      | -       | -      | -       | -      | 9,16    | 0      | 29,18   | 3       | 4,01    | 0      | 29,81   | 3      | 24,8    | 2      | 26,49   | 2      | -       | -      | -       | -      | -       | -      |
| AEI              | -       | -      | -       | -      | -       | -      | -       | -      | 34,97   | 3       | 57,34   | 6      | -       | -      | -       | -      | -       | -      | -       | -      | -       | -      | -       | -      |
| UPI              | -       | -      | -       | -      | -       | -      | 18,33   | 2      | -       | -       | -       | -      | -       | -      | -       | -      | -       | -      | -       | -      | -       | -      | -       | -      |
| ADEIDLDN         | -       | -      | -       | -      | -       | -      | -       | -      | -       | -       | -       | -      | -       | -      | 8,07    | 0      | -       | -      | -       | -      | -       | -      | -       | -      |
| UCD              | 44,95   | 5      | -       | -      | -       | -      | -       | -      | -       | -       | -       | -      | -       | -      | -       | -      | -       | -      | -       | -      | -       | -      | -       | -      |
| AE               | 55,05   | 6      | -       | -      | -       | -      | -       | -      | -       | -       | -       | -      | -       | -      | -       | -      | -       | -      | -       | -      | -       | -      | -       | -      |
| Cs               | -       | -      | -       | -      | -       | -      | -       | -      | -       | -       | -       | -      | -       | -      | -       | -      | -       | -      | -       | -      | 24,91   | 2      | 13,49   | 1      |
| E.V.             | -       | -      | -       | -      | -       | -      | -       | -      | -       | -       | -       | -      | -       | -      | -       | -      | -       | -      | -       | -      | -       | -      | 13,62   | 1      |

Desde las primeras elecciones democráticas de 1979, estos han sido los alcaldes del municipio.
| Periodo   | Nombre                                                    | Partido   |
| --------- | --------------------------------------------------------- | --------- |
| 1979-1983 | Ubaldo Pozuelo Lorenzana                                  | AE        |
| 1983-1987 | Fidel Rodríguez Rodríguez                                 | AP        |
| 1987-1991 | Fidel Rodríguez Rodríguez                                 | AP        |
| 1991-1995 | Fidel Rodríguez Rodríguez                                 | PP        |
| 1995-1999 | Valentín Martínez Sánchez                                 | AEI       |
| 1999-2003 | Valentín Martínez Sánchez                                 | AEI       |
| 2003-2007 | Francisco Javier Blanco Pérez / Valentín Martínez Sánchez | PSOE / PP |
| 2007-2011 | Agustín Cabañeros Ramos                                   | PSOE      |
| 2011-2015 | Ángel Valencia López                                      | PP        |
| 2015-2019 | Ángel Valencia López                                      | PP        |
| 2019-2023 | Isidro García del Ganso                                   | PSOE      |
| 2023-act. | Isidro García del Ganso                                   | PSOE      |

En 2003, el reparto era de 4 concejales para el PP, 3 para la UPL y 2 para el PSOE. La UPL y el PSOE en coalición comienzan a gobernar ostentando la alcaldía el PSOE hasta que en diciembre de 2004 se rompe la coalición y se produce una moción de censura contra el PSOE entrando en el gobierno local el PP.
Administración judicial
Laguna de Negrillos pertenece al Partido Judicial de La Bañeza, donde se encuentra la sede judicial correspondiente.

## Equipamientos y servicios

### Centros
El Municipio de Laguna de Negrillos, cuenta con los siguientes centros públicos educativos, culturales y sociales.
| Tipo de centro                           | Nombre                              |
| ---------------------------------------- | ----------------------------------- |
| Ayuntamiento                             | Ayuntamiento de Laguna de Negrillos |
| Colegio de educación infantil y primaria | CEIP Virgen del Arrabal             |
| Casa de Cultura                          | Casa de Cultura                     |
| Tanatorio                                | Tanatorio Municipal                 |
| Centro de día y residencia               | Ntra. Señora del Arrabal            |
| Centro Infantil                          | Danzantines                         |
| Biblioteca pública                       | Biblioteca                          |

### Sanidad
Laguna de Negrillos cuenta con un Consultorio de Salud de atención primaria englobado en el centro de salud de Santa María del Páramo y este, dentro del área de Salud de León.
En la localidad existe además una farmacia.

### Seguridad
Al igual que en el resto de Castilla y León, está operativo el sistema de Emergencias 112, que atiende cualquier situación de urgencia. En cuanto a la seguridad ciudadana, cuenta con los cuerpos de seguridad de la Guardia Civil de Valencia de Don Juan y en ocasiones la de Santa María del Páramo.

### Servicio de basuras y aguas
Estos servicios los presta la Mancomunidad de Municipios El Páramo, por medio de varias concesiones.

## Cultura

### Patrimonio
Castillo
El Castillo-Alcázar de Laguna de Negrillos, se encuentra situado en el ángulo suroeste de la Villa, frente el arroyo, dentro de las murallas que rodeaban a la antigua Villa, mirando su fachada principal hacia el poblado. Tiene una superficie de algo más de 1100 m² y su planta es cuadrada-trapezoidal. Posee una torre del homenaje en la esquina exterior noroeste en muy buen estado y que cuenta con 5 pisos y almenado en la parte superior, la torre de la reina que está situada en la esquina noreste, dos cubos, uno en la esquina sureste y otro en la esquina suroeste que es el cubo del valle, la entrada actual está en la cara oeste a 1,5 metros de altura sobre la plaza y un adarve estrecho con restos en la zona norte y oeste.

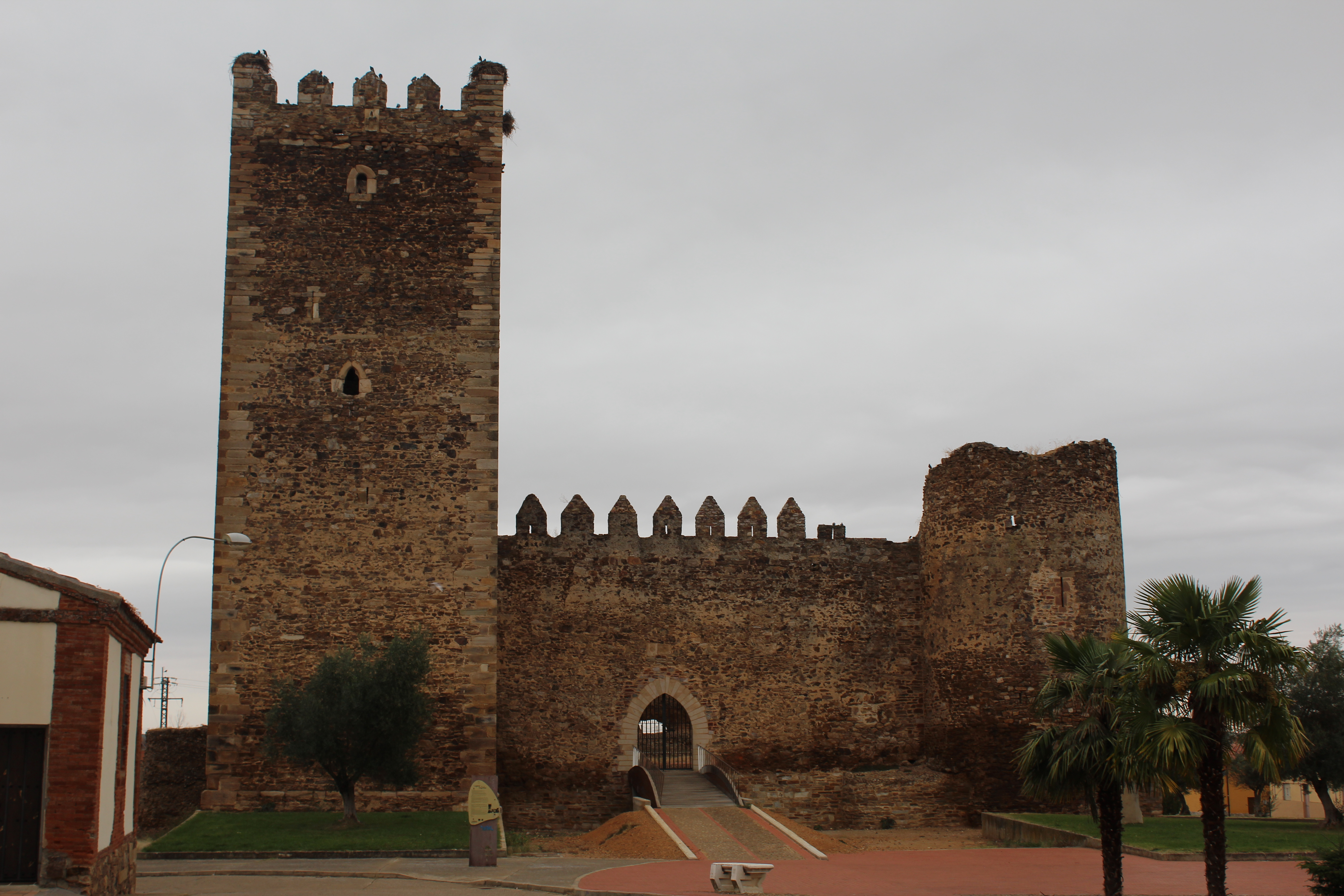
Vista general del castillo
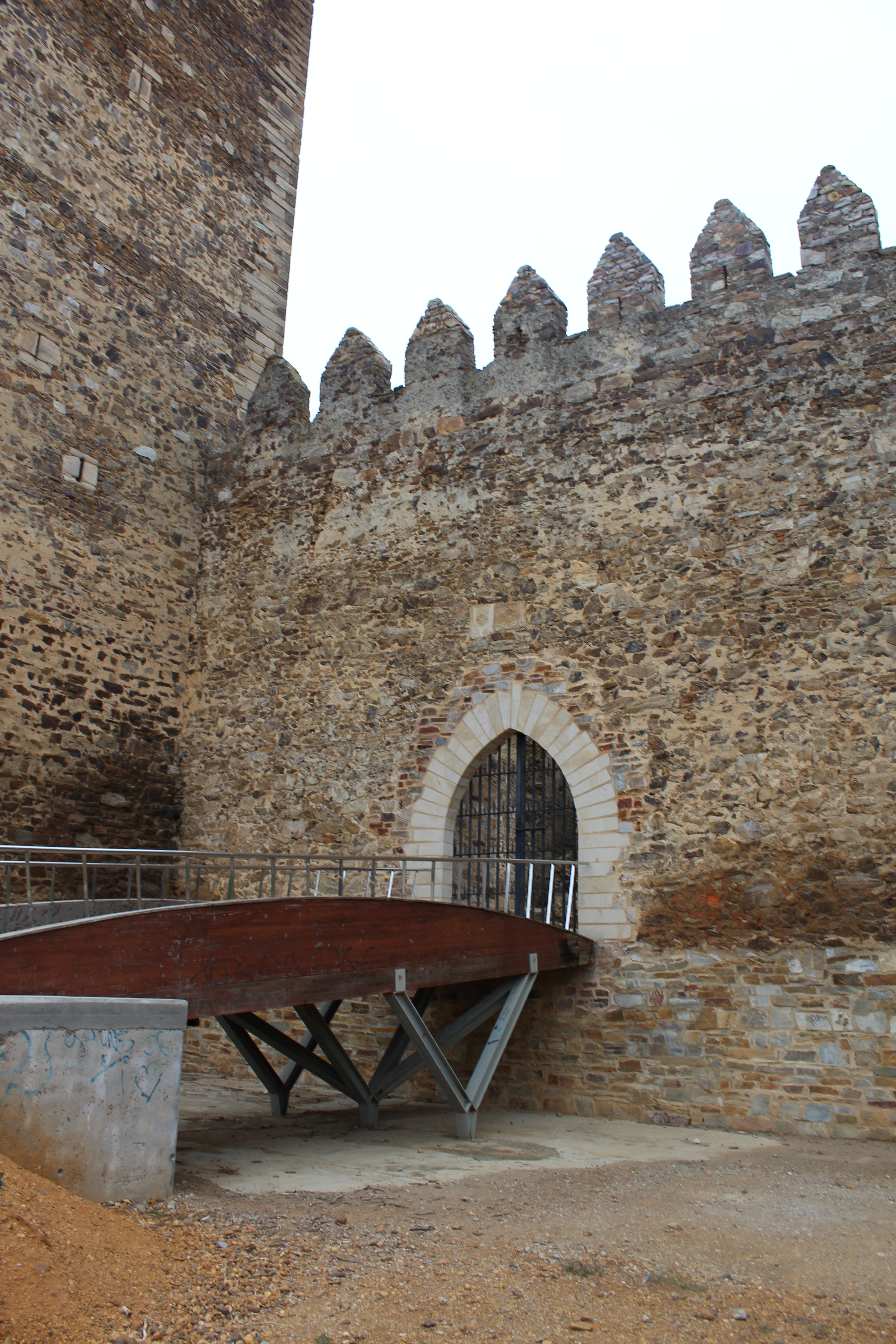
Puerta del castillo
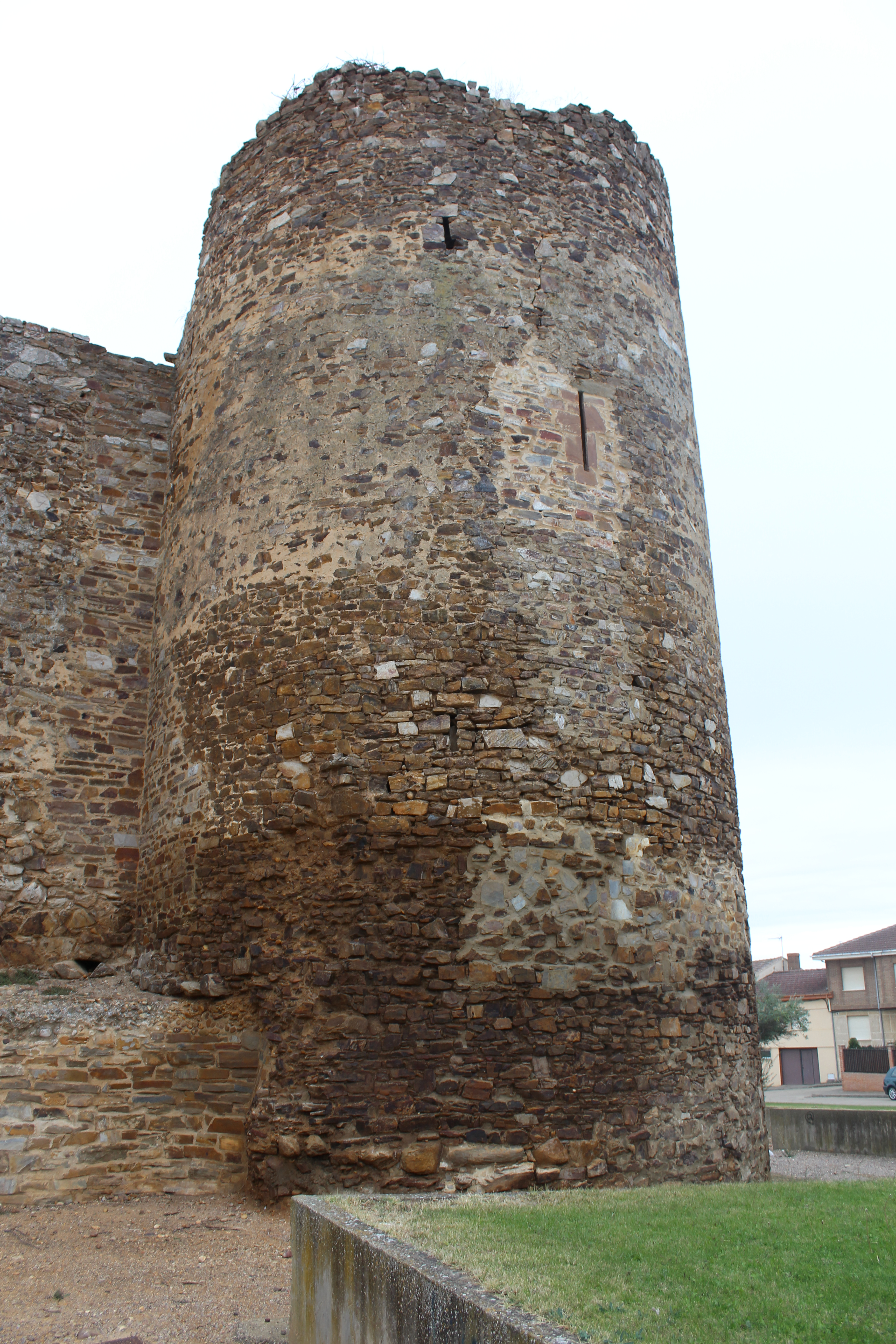
Torre.

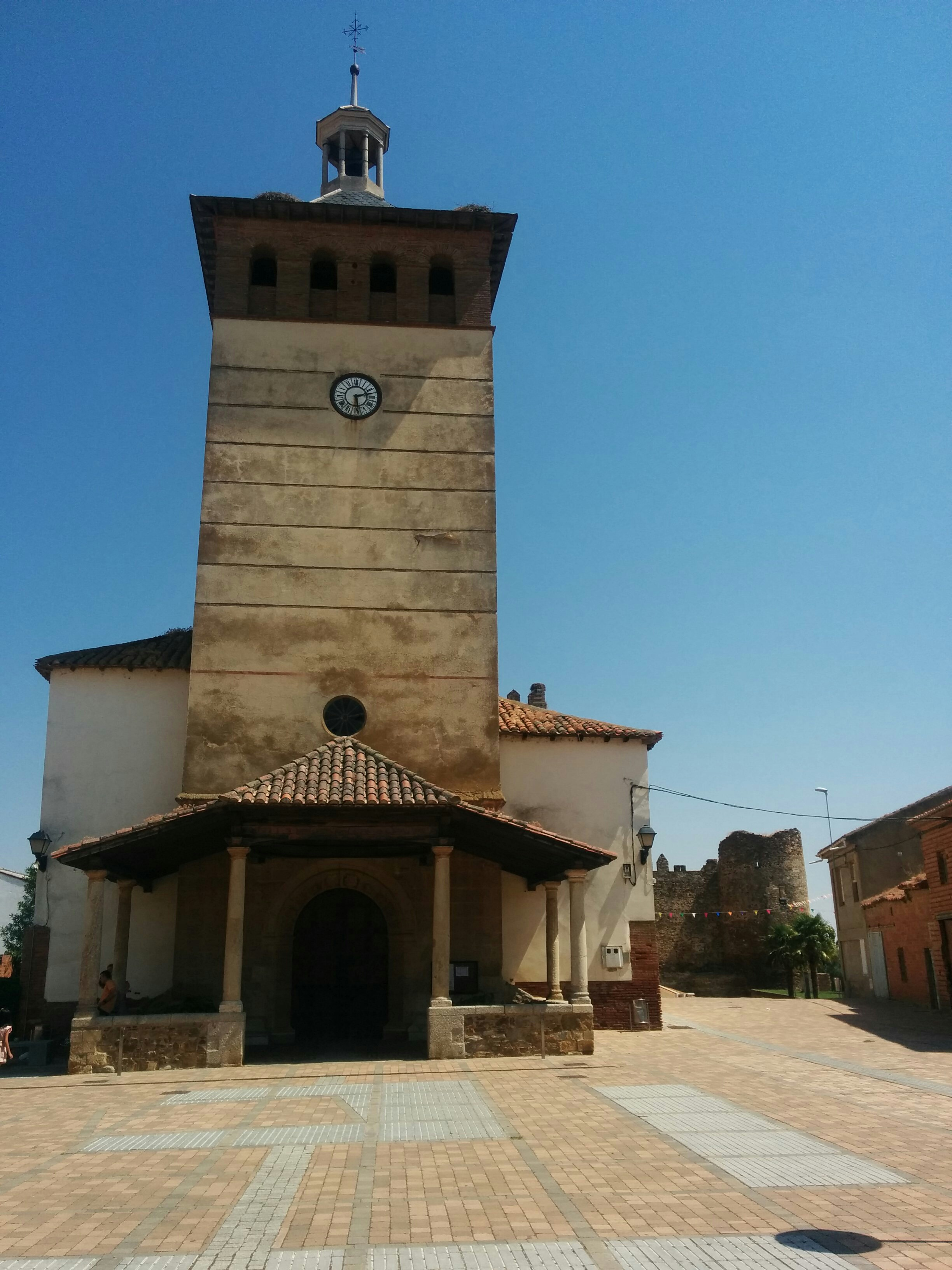
Iglesia de San Juan Bautista
La iglesia de San Juan es la parroquial, construida entre los siglos XV y XVI.
La puerta de acceso esta guarnecida con una pequeña armadura, muy deteriorada, a la que sustentan seis columnas de piedra con el fuste acanalado, llevando basa, ática y capital toscano.
Más antiguo, aunque de difícil datación, es una pequeña pila de agua bendita, de forma circular con un extraño rostro al frente.
En el altar de la iglesia se encuentra el Sagrario del siglo XI, de buena talla. Entre las imágenes cabe destacar, un arcángel, San Miguel, de escasa calidad barroca y una Virgen con un Niño del siglo XIII.
Iglesia de Nuestra Señora del Arrabal

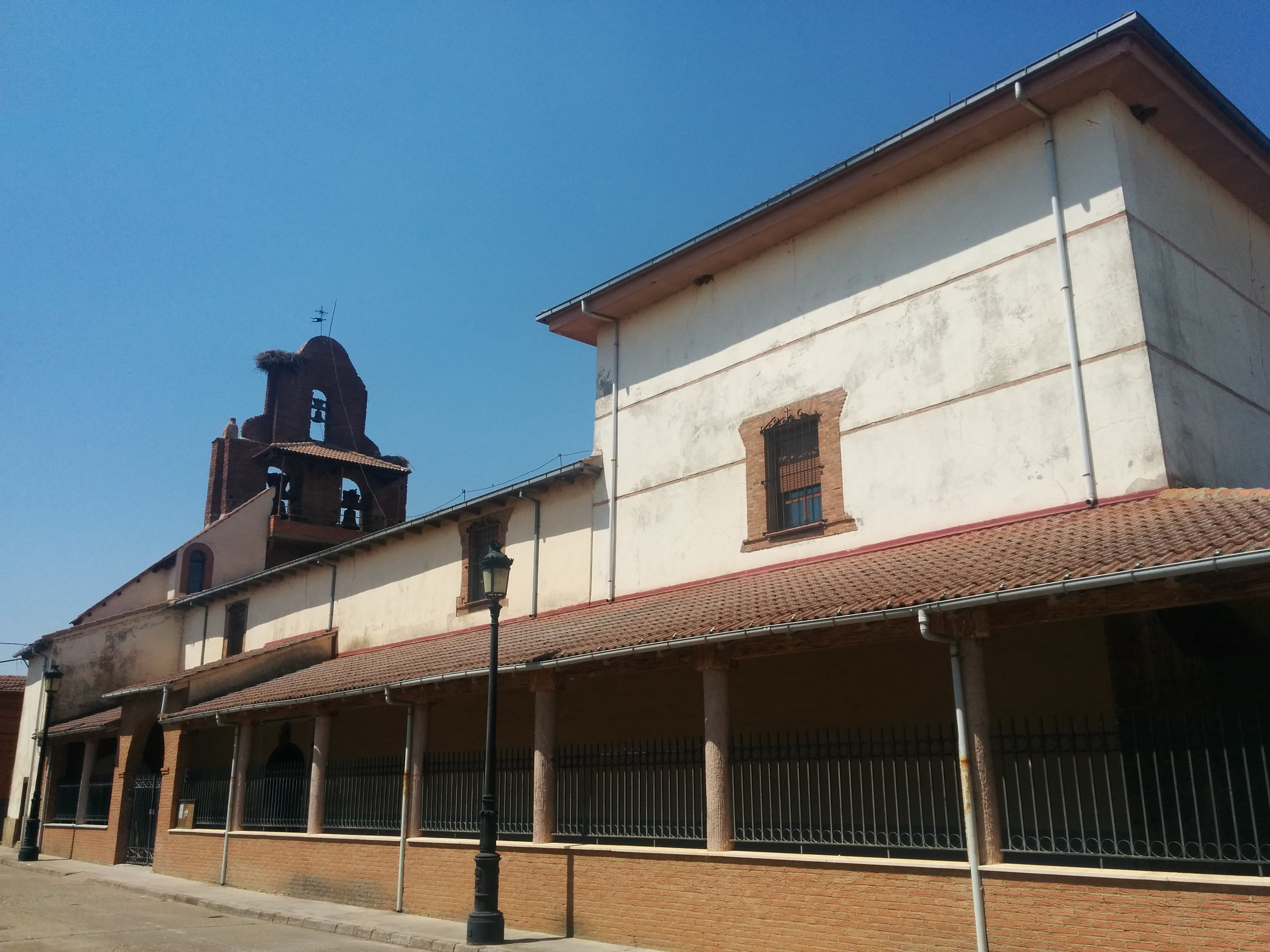
Iglesia de Nuestra Señora del Arrabal en Laguna de Negrillos

Su primera construcción data del siglo XI como sinagoga de los judíos situada en los arrabales, fuera de las murallas que rodeaban a la antigua Villa de Laguna de Negrillos. Con la expulsión de estos de España, la estructura se renueva casi por completo en el siglo XVI ya que estaba en su conjunto muy deteriorada y se habían saqueado la mayor parte de los bienes que poseía. Tiene la puerta de entradas en arco rebajado que se remata con un frontón recto.
El presbiterio cubre con bóveda de crucería, cuyos terceles son de yesería policromados.
En la cabecera de la iglesia hay un retablo central con trece tablas del siglo XVI, de vivo colorido, que representan el nacimiento y muerte de Cristo. Así como la talla de una Virgen gótica, totalmente vestida, con un niño en la mano y una pequeña bola, que simboliza el mundo, y el pueblo ha bautizado con el nombre de Virgen del Arrabal ya que según la leyenda, la imagen del a virgen apareció junto al pontón que seperaba los arrabales del centro urbano, muy cerca de donde se encuentra la dicha iglesia.
También puede señalarse como de importancia artística, algunos de los escudos heráldicos pertenecientes a antiguos caballeros nobles de la villa con cuerpo dividido en cuatro cuarteles y escusón central, que hoy todavía se encuentran en la fachada central de algunas casas de la localidad.

### Fiestas y tradiciones
Son muchas las fiestas y costumbres que tienen lugar en la villa. Las fiestas más importantes son: el Voto, el Corpus y la fiesta de la Alubia.
El Voto
Es una fiesta de carácter religioso en honor a la patrona del pueblo la Virgen del Arrabal. Se celebra el último sábado de abril y su acto principal en la tarde del domingo es la procesión o retorno de la virgen de la parroquia de San Juan Bautista a la ermita que lleva su nombre y estancia habitual. La fiesta es amenizada por los bailes de los danzantes con sus lazos, las típicas verbenas, atracciones de feria y otras diversiones populares.
La historia de esta tradición, no es más que una leyenda que cuenta que haciendo unas obras en la zona del arrabal de la localidad, donde se situaba el Pontón que era el único puente de paso hacia el convento que había fuera de las murallas medievales, un albañil que estaba trabajando en la zona, al picar se topó con una imagen de una virgen policromada sentada en un sillón con un niño al lado izquierdo.
Pronto, tras el hallazgo, sonaron las voces de ¡Milagro!, de inmediato se hicieron escuchar las campanas del convento con aires de alarma, alegría y fiesta. Una misa de acción de gracias y un bautizo se dieron a la par. Su nombre "Virgen del Arrabal", hacía alusión al lugar donde fue encontrada (los arrabales). En la misma capilla que lleva hoy su nombre se mantiene intacta. La huella de la picada que el albañil le ocasionó en el envés de la mano derecha, aún permanece. Erguidos los dedos largos hacia arriba, con ellos mantiene una bola pequeña, que simboliza el mundo. Desde el camarín mira al pueblo que siente orgullo sencillo por ello.
Pasados los años, vinieron tiempos de escasez de agua. La historia cuenta que el Ayuntamiento en representación del pueblo hizo un voto: "Si la virgen les mandaba agua, ellos, en agradecimiento, celebrarían una fiesta en su honor".
El pueblo se lo pidió con fe, y llevándola en andas, en procesión, cuenta la leyenda que cayó gran cantidad de agua sobre los campos áridos y extinguidos por la sequedad y el calor, de esta manera, nació la fiesta, eminentemente popular, celebrada todos los años el último sábado de abril. Fiesta nacida como un voto temporal que los habitantes de Laguna renuevan cada año ante su patrona. Este día en la iglesia de la Virgen del Arrabal, sonaran las campanas con un gracioso repiqueo de fiesta y danza de alegría y a una sola voz, se entonaran las coplas de alabanza y suplica.

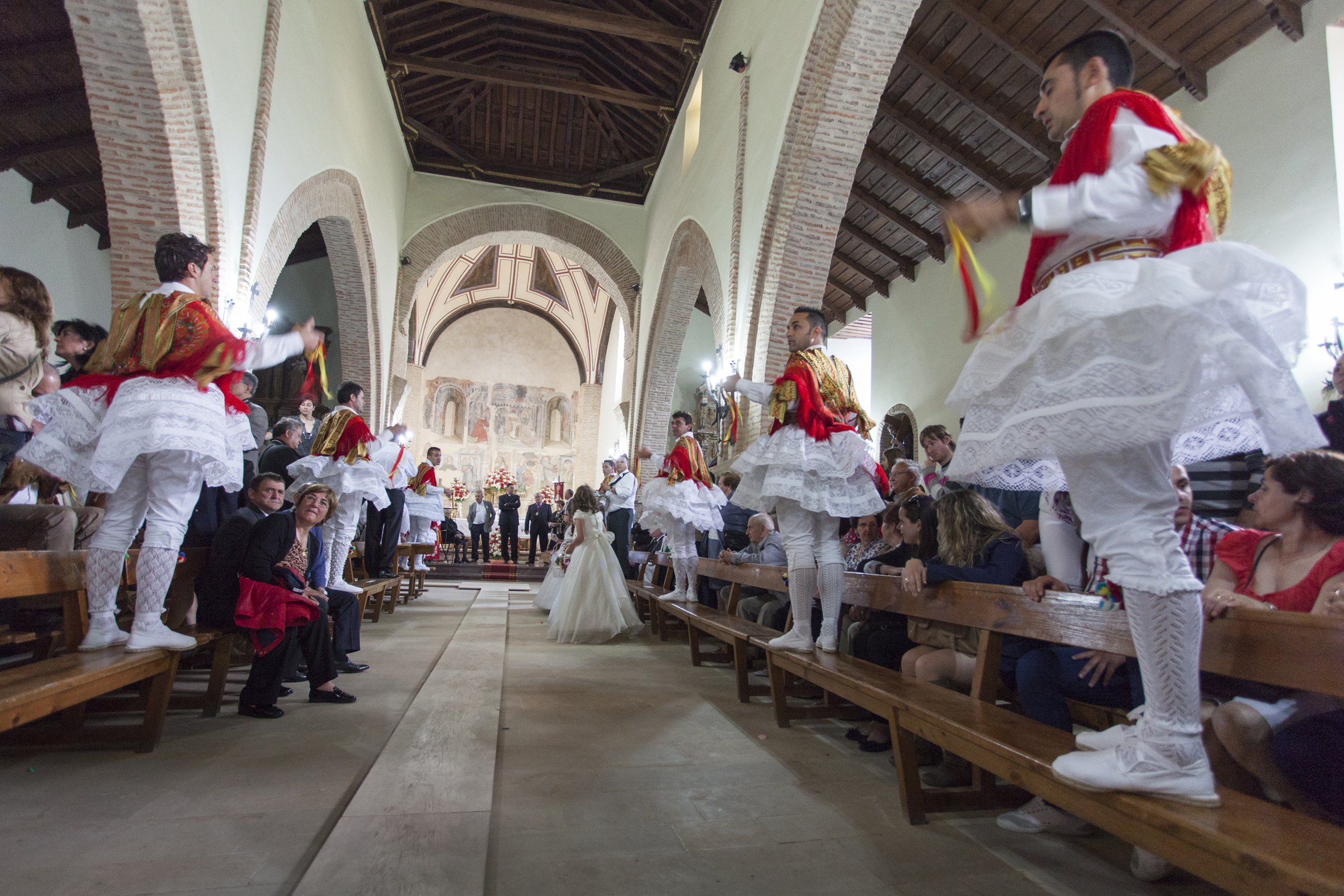
Corpus Christi

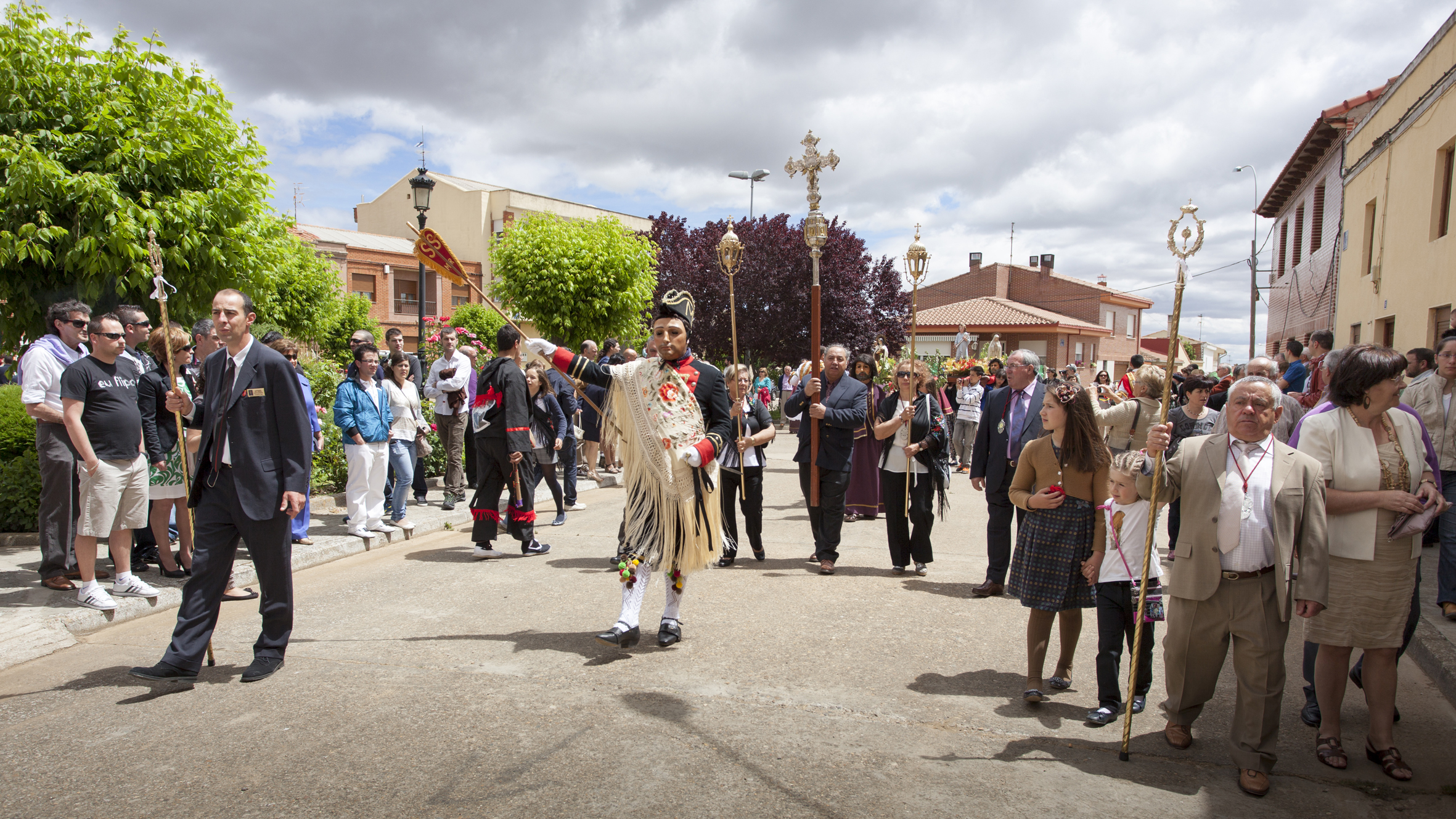
Corpus Christi

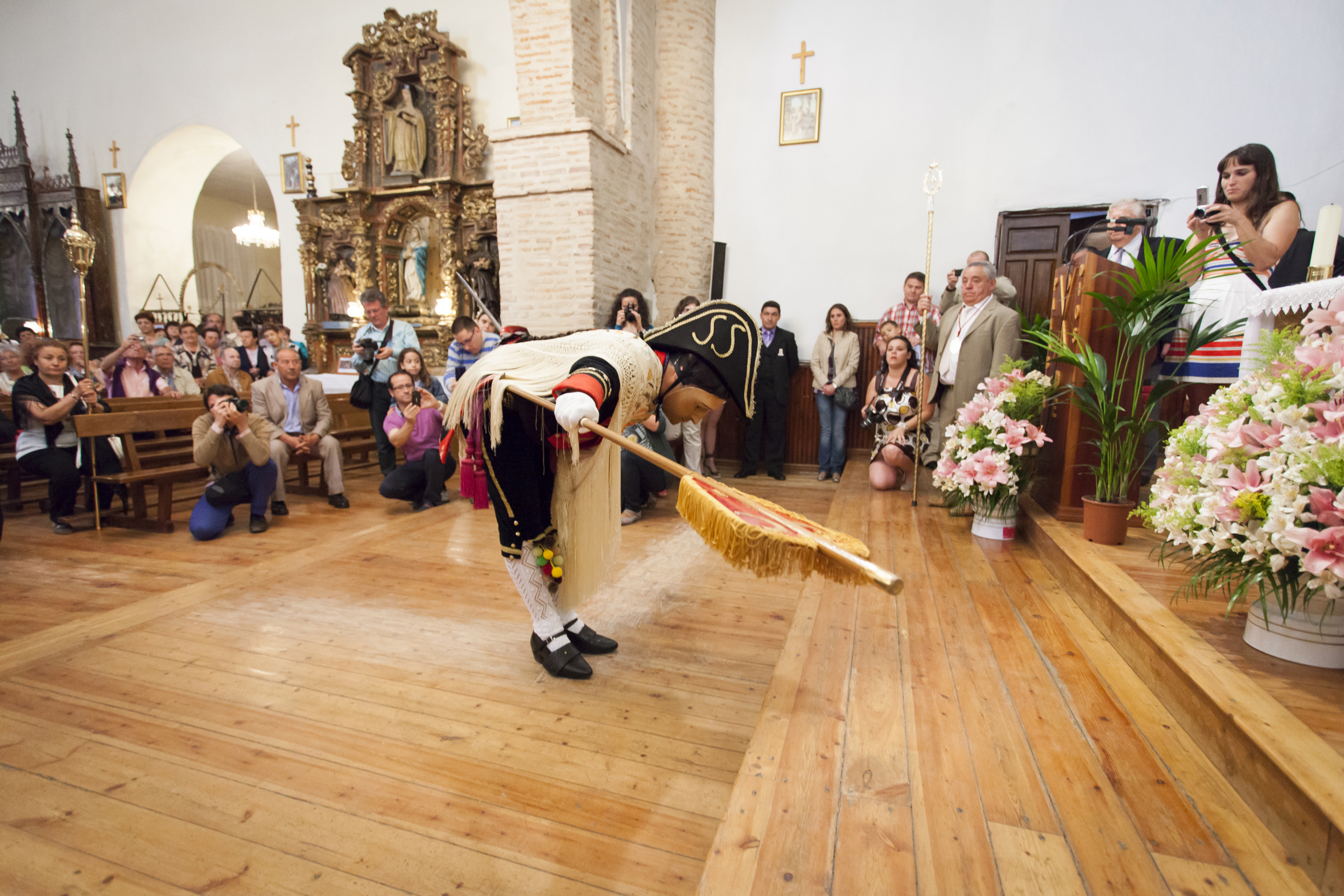
Corpus Christi

La fiesta del Corpus Christi de Laguna de Negrillos, de gran raigambre entre sus gentes, destaca ante todo por su peculiar procesión. Es esta una celebración que parece haber permanecido ajena al transcurrir de los años y en la que se mezclan la luz y el color, lo sagrado y lo profano, la tradición y el mito, el firme taconear de un arrogante San Sebastián y el caminar descalzo de un humilde San Juan Bautista, que hacen de ella un evento de gran valor antropológico y cultural de nuestro país.
Sus comienzos, de difícil precisión, se enmarcan entre los siglos XVI y XVII, siendo organizada a partir de 1648 por la Cofradía del Señor Sacramentado. Su origen como representación en un día festivo de una moralidad o auto sacramental hacen que esta procesión sea una huella viva de lo que fueran los primeros pasos de teatro español y que aun hoy podemos admirar con todo rigor, como lo manifiesta el tradicional uso de las caretas.
En esta fiesta instituida en honor al Santísimo Sacramento siendo este su verdadero protagonista es, sin embargo, la actuación de San Sebastián la que atrae mayor atención.
San Sebastián, es el personaje protagonista de la procesión, representa al centurión romano (siglo III) que por su fe cristiana fue martirizado. Sin embargo, causa extrañeza su anacrónica vestimenta y caminar militar que pueden encontrar su explicación en las adaptaciones, a personajes españoles de la época, que se hicieron en el teatro moderno de los personajes históricos y bíblicos.
En su recorrido trata de negar al público su fe cristiana, que finalmente reconoce cuando realiza una venia con la cara descubierta ante el Santísimo tras lo cual se va presuroso. Siguiendo sus pasos e intercalados con las imágenes van los Apóstoles (excepto Judas Iscariote), San Miguel, San Juan Bautista y Jesucristo. Junto a ellos, los danzantes representan, según la tradición, ángeles celestiales que custodian la Sagrada Forma y a la que nunca dan la espalda. Dos birrias, contrarios a los danzantes, representan al diablo, los cuales intentan poner orden a la procesión con sus latigazos.
Los actos centrales son celebrados en la plaza del Santísimo Sacramento, los cuales son: La Venia, realizada por San Sebastián de cara al público menospreciando el altar, el baile de las vueltas de los danzantes en honor al Señor y la presentación y veneración del Santísimo Sacramento.
Procesionan en orden de salida: San Sebastián, San Matías, imagen de Santa Teresa, San Simón, imagen de La Milagrosa, San Judas Tadeo, imagen del Niño Jesús, Santiago, imagen de Santa Marina, San Mateo, imagen de San Antonio, Santo Tomás, imagen de la Virgen de Fátima, San Bartolomé, imagen de San Isidro Labrador, San Miguel, imagen de la Virgen del Carmen, San Felipe, imagen de la Virgen del Rosario, San Juan Bautista, imagen de la Inmaculada Concepción, San Andrés, imagen del Sagrado Corazón de María, San Pedro, imagen del Sagrado Corazón de Jesús, Santiago El Menor, Jesucristo y San Juan Evangelista. Junto a todos ellos, los ocho danzantes, abriendo paso, dos birrias y cerrando el cortejo procesional el Santísimo Sacramento, la junta directiva de la cofradía del Señor Sacramentado, la Corporación Municipal del Ayuntamiento y vecinos.
El itinerario procesional, es el siguiente: Salida de la iglesia de San Juan Bautista, calle Alonso Mansilla, calle Calvo Sotelo, plaza del Santísimo Sacramento (actos centrales), calle Pedro Llamas, iglesia de Nuestra Señora del Arrabal (celebración de la Santa Misa). Regreso por calle Pedro Llamas, plaza del Santísimo Sacramento, calle La Constitución, iglesia de San Juan Bautista.
La procesión, declarada de Interés Turístico Provincial e Regional, es celebrada cada año el domingo de la semana del jueves de Corpus Christi a partir de las 12 horas del mediodía. Tiene una duración aproximada de tres horas.
Fiesta de la Alubia
Se celebra el penúltimo sábado de agosto. Es la fiesta más grande. Nace en 1977 recordando el entonces producto típico por excelencia, la alubia. Se celebra en fechas de vacaciones para facilitar la participación de los hijos y simpatizantes del pueblo, los cuales viven memorables aventuras. Se alternan actividades culturales y deportivas. La juventud se moviliza organizando sus peñas. Hay peñas de niños, de mayores, de jóvenes. Algunos años hay suelta de vaquillas, para gente atrevida, otros descenso del reguero, para gente con imaginación, otros carreras profesionales o de aficionados para facilitar la participación. No faltan el pregón de fiestas, las reinas, damas, las carrozas ni tampoco las peñas.
Esta fiesta se ha caracterizado desde sus primeras ediciones por contar con un nutrido grupo de peñas que se encargan de enriquecer los actos festivos (desfiles, juegos, competiciones, etc.) y dar ambiente a las calles del pueblo. Se trata de asociaciones no formalizadas, independientes del Ayuntamiento, y geneneralmente con una ubicación fija, el chiringuito en la que se reúnen grupos de amigos tanto nativos como forasteros.
Romería de Santa Cruz
Celebrada el primer sábado de mayo, antes el 3 de mayo. Es una romería en el que se lleva a la imagen Santa Marina o más conocida como Santa Marinica a una ermita situada en el monte santa cruz de este término municipal donde la función es ofrecer una misa para bendecir los campos. Es un día de campo en el que también se celebra el famoso día tortillero de los pueblos.
Esta tradición cuenta que los vecinos de Algadafe y de Laguna de Negrillos conocen desde tiempo inmemorial, que una señora terrateniente natural de Laguna de Negrillos era dueña del monte y de los prados donde está situada la ermita, a su muerte cedió estos enormes terrenos al Ayuntamiento de Laguna hace ya cuatro siglos, con la condición de que se oficiara una misa solemne en la ermita cada 3 de mayo, si esta celebración, no se llevara a cabo, estos terrenos pasarían a pertenecer al Ayuntamiento de Algadefe, al ser el esposo de esta señora de esta localidad.
Esta es una tradición que ha llegado a nuestros días en forma oratoria y en memoria de nuestros mayores, no hay ningún documento oficial que lo confirme, la cuestión es, que siempre se ha celebrado esta Romería con este sentimiento y conocimiento de la misma.
San Isidro labrador
Celebrada el 15 de mayo. Se trata de una procesión en el que el patrón de los agricultores, bendice los campos. La procesión va acompañada de la imagen de san Isidro y de los niños y niñas danzantes de la villa que a ritmo de tambor y dulzaina ambientan con luz y alegría esta procesión.
San Antonio Abad
Celebrada el 17 de enero, actualmente trasladada al fin de semana siguiente. En 1537, se crea en Laguna de Negrillos, la que será la primera Cofradía de la Villa, llamada de San Antonio Abad. La cofradía se constituyó por un grupo de varones, los cuales tenían los siguientes apellidos históricos en la villa; Fernández, Valencia, López, dos ramas de Rodríguez, Sánchez y Cardo. Solamente estos varones y sus descendientes también varones y así sucesivamente, podían pertenecer a la Cofradía, quedaban totalmente excluidas las mujeres incluso en la celebración de la comida cofrade, ni siquiera podían participar para servir o colaborar. Tampoco podían participar hijos, nietos o biznietos de hombres que no hubieran formado parte de la cofradía aún cumpliendo el requisito del apellido, es decir, era requisito importante seguir la rama de descendencia para poder ser cofrade, es por eso que algunos apellidos, como Sánchez, hayan perdido la hermandad por falta de descendencia.
Así perduró la tradición hasta el año 2010, debido a los cambios sociales, demográficos y culturales, las mujeres empiezan a formar parte de la Cofradía, siendo hermanas cofrades en las mismas condiciones que los varones.
La vestimenta de esta organización consiste en una larga capa y sombrero ambos de color negro. Cuentan con una pequeña capilla con la imagen del santo en la iglesia de la Virgen del Arrabal. El cargo de mayordomo dura un año y termina con la organización de la fiesta en honor al santo al año siguiente. Entre sus cargos está, organizar dicha celebración, una misa el 23 de febrero en honor a Santa Marta y portar los cetros y estandartes de la cofradía en los funerales de los hermanos cofrades.
En la celebración de la fiesta del año 2012, se recuperó una tradición perdida décadas atrás, que consistía en recitar refranes y poemas al santo a lomos del caballo, mula o burro a la puerta de la iglesia de Nuestra Señora del Arrabal. En el acto central tiene lugar una misa en honor al santo donde se procederá a la bendición de los animales y la subasta de tartas y otros alimentos en honor al santo.

### Gastronomía
En la gastronomía destacan diversos platos a base de legumbres, como el potaje de garbanzos o las alubias con chorizo preparadas con la variedad autóctona de las vegas y llanuras leonesas, la alubia de riñón.
Pero donde Laguna de Negrillos destaca de forma notable es en la elaboración artesanal de embutidos, principalmente el chorizo elaborado justo después de la matanza del cerdo.
Su plato típico es el ajo, que se prepara por la época de la festividad de Todos los Santos, con caldo de cocido y de gallina, ajo, miga de pan, sal, aceite y pimentón.
En cuanto a los dulces, cabe destacar las orejas de carnaval muy típicas en los hogares de los laguneses en época de antruejo. También son muy comunes las roscas de la virgen a finales del mes de abril coincidiendo con el voto a Nuestra Señora del Arrabal.

## Instalaciones deportivas
Un servicio importante que Laguna de Negrillos pone a disposición de sus habitantes para el tiempo del ocio y la diversión es el polideportivo.
Este cuenta con un amplio campo de fútbol de césped natural, una pista de Futbito y de Baloncesto, una calle acondicionada para practicar atletismo alrededor del campo de fútbol, un campo de Maceta como juego tradicional de la zona, un gran Pabellón-Frontón utilizado para diversas actividades, dos piscinas estivales (Una de nado y otra de chapoteo) que cuentan con amplias zonas verdes y sombreadas, un merendero municipal, justo al lado de las piscinas que cuenta con mesas de piedra, césped natural y zona sombreada. Laguna de Negrillos también cuenta con un circuito de motocross, llamado "las eras", en el que se han disputado campeonatos a nivel autonómico. Desde octubre de 2022, Laguna de Negrillos también cuenta con una pista de pádel.
En cuanto a la diversión infantil, laguna cuenta con cuatro parques de recreación infantil repartidos por distintas zonas de la localidad y de un parque biosaludable para todas las edades en el que poder hacer ejercicio físico.